# 612 a.C.
Il 612 a.C. (DCXII a.C. in numeri romani) è un anno  del VII secolo a.C.

## Eventi
- Caduta dell'impero degli Assiri, sconfitti dalla prima coalizione di stati della storia antica: i Medi (dall'altopiano iranico), i Caldei (detti anche neo-babilonesi) e gli Egizi che distruggono Ninive.